# Paulică Ion
Paulică Ion (Brăila, Romania 10 de gener de 1983) és un jugador de rugbi romanès, que juga de pilier, i en l'actualitat milita a l'USAP de Perpinyà i és membre de la selecció nacional de Romania.
Va començar la seva carrera amb el CSA Steaua Bucureştu, abans de fitxar per a Bath l'any 2007 i posteriorment va jugar pels London Irish. Va jugar cedit als London Welsh la temporada 2012/13 fins que el 20 d'abril de 2013, va anunciar el seu fitxatge per l'aleshores equip del Top 14 nord-català de l'USAP.
Va jugar un partit en la Copa Mundial de Rugbi de 2003, dos a la de 2007 i quatre ala de 2011. També, fou un dels jugadors seleccionats per jugar la Copa Mundial de Rugbi de 2015.